# Manuel Ruano
Francisco Manuel Ruano Bausán, (Barcelona, España, 16 de julio de 1974) es un exfutbolista  y entrenador español, actualmente  esta como asistente entrenador en el club Chivas de México. Junto a Óscar García junyent .Jugaba en la posición de extremo derecho. 

## Trayectoria

### Trayectoria como jugador
Los mejores años de su carrera futbolística las pasó con el Málaga CF, llegando a ser una pieza clave en el ascenso del club malacitano a la Primera División. Fue futbolista del Málaga CF durante cinco temporadas, de 1998 a 2003, llegando a ser una pieza clave en el ascenso de los malacitanos a Primera División en su primer año en el Club blanquiazul, llegando a anotar seis goles.

### Trayectoria como entrenador
Su segunda etapa en el Málaga CF, fue como entrenador, comenzó en la temporada 2011-12, en la que se incorporó a La Academia como responsable del área de metodología y entrenador del juvenil C y cadete B. En la siguiente temporada, Ruano siguió creciendo junto a sus jugadores a los mandos del Juvenil B. Las dos últimas campañas el técnico ha dirigido al Juvenil División de Honor, con el que logró dos campeonatos consecutivos del grupo cuarto, dos títulos de campeón del prestigioso Torneo MIC y llegó a alcanzar la semifinal de la Copa de Campeones y de la Copa del Rey en 2014.
En 2015, se convierte en entrenador del Atlético Malagueño en Tercera División. Tres años más tarde, fue destituido de su cargo como entrenador dejando al filial del Málaga primer clasificado a falta de 15 jornadas para que acabase la temporada.
El 7 de junio de 2019, firma como entrenador del Betis Deportivo en Segunda División B de España. Al término de la temporada 2020-21, lograría el ascenso a la Primera División RFEF y dirigiría al filial verdiblanco hasta la jornada 14 de la temporada 2021-22, siendo destituido el 30 de noviembre de 2021 y sustituido por Pablo del Pino.
El 22 de febrero de 2023, firmó como entrenador del Club Deportivo Estepona Fútbol Senior en Segunda Federación hasta el final de la temporada.
El 30 de octubre de 2023, firma por el AD Mérida de Primera Federación.Tras una victoria, un empate y cuatro derrotas en seis partidos, el 12 de diciembre el conjunto emeritense anunciaría el cese del técnico catalán.

## Clubes

### Clubes como jugador
| Club                    | País   | Año       |
| ----------------------- | ------ | --------- |
| UDA Gramenet            | España | 1993-1994 |
| Atlético de Madrid B    | España | 1994-1995 |
| Club Atlético de Madrid | España | 1994-1995 |
| Rayo Vallecano          | España | 1995-1996 |
| Real Valladolid         | España | 1995-1996 |
| Levante UD              | España | 1996-1997 |
| CP Mérida               | España | 1997-1998 |
| Málaga CF               | España | 1998-2002 |
| Córdoba CF              | España | 2002-2003 |
| Málaga CF               | España | 2003-2004 |
| UE Castelldefels        | España | 2003-2005 |

### Clubes como entrenador
| Club                                  | País   | Año       |
| ------------------------------------- | ------ | --------- |
| Atlético Malagueño                    | España | 2015-2018 |
| Betis Deportivo                       | España | 2019-2021 |
| Club Deportivo Estepona Fútbol Senior | España | 2023      |
| AD Mérida                             | España | 2023      |

## Palmarés

### Como jugador
| Título               | Club         | País   | Año     |
| -------------------- | ------------ | ------ | ------- |
| Segunda División "B" | UDA Gramenet | España | 1993-94 |
| Segunda División     | Málaga CF    | España | 1998-99 |

### Como entrenador
| Título           | Club               | País   | Año     |
| ---------------- | ------------------ | ------ | ------- |
| Tercera División | Atlético Malagueño | España | 2016-17 |